# فقير محمد
مولوي فقير محمد (البشتوية / الأردية: فقیر محمد)، (1970 - ) هو من قبيلة مهمند في مديرية باجور، كان نائبًا لزعيم طالبان باكستان حتى مارس 2012، قيل أنه قُتل في 5 مارس 2010 خلال هجوم بطائرة هليكوبتر حربية على مسلحين من قبل الجيش الباكستاني، ثم في يوليو 2011 ظهر من جديد في أحد برامج البث الإذاعي خارج أفغانستان، تم القبض عليه في أفغانستان في 17 فبراير 2013.